# Halle-Ingooigem 2016
La 69e édition de Halle-Ingooigem a eu lieu le 22 juin 2016. Elle fait partie du calendrier UCI Europe Tour 2016 en catégorie 1.1. 
C'est la 4e course de la Coupe de Belgique 2016.
La course est remportée par le Belge Dries De Bondt (Verandas Willems).

## Équipes
| WorldTeams (3)- Etixx-Quick Step - Lotto-Soudal - FDJ Équipes continentales professionnelles (5)- Cofidis, Solutions Crédits - Topsport Vlaanderen-Baloise - Wanty-Groupe Gobert - Drapac - Team Roth Équipes continentales (11)- Verandas Willems - Avanti IsoWhey Sports - An Post-ChainReaction - Crelan-Vastgoedservice - Cibel-Cebon - ERA-Murprotec - Marlux-Napoleon Games - Superano Ham-Isorex - Wallonie Bruxelles-Group Protect - Team3M - Veranclassic-Ago Équipe nationale- Belgique |
| |

## Classement final
La course est remportée par le Belge Dries De Bondt (Verandas Willems) qui parcourt les 205,5 kilomètres en 4 h 45 min 22 s, soit à une vitesse moyenne de 42,156 km/h. Il est suivi dans le même temps par son compatriote Jens Keukeleire (équipe de Belgique). Edward Theuns (équipe de Belgique) termine troisième à dix-sept secondes. Sur les cent-quarante-sept coureurs qui ont pris le départ, quatre-vingt-deux franchissent la ligne d'arrivée.
| \| Classement général \| Classement général \| Classement général \| Classement général \| Classement général \| \| Coureur \| Coureur \| Pays \| Équipe \| Temps \| \| ------------------ \| -------------------- \| ------------------ \| -------------------------------- \| ------------------ \| \| 1er \| Dries De Bondt \| Belgique \| Verandas Willems \| 4 h 45 min 22 s \| \| 2e \| Jens Keukeleire \| Belgique \| Belgique \| + 0 s \| \| 3e \| Edward Theuns \| Belgique \| Belgique \| + 13 s \| \| 4e \| Nikolas Maes \| Belgique \| Etixx-Quick Step \| + 13 s \| \| 5e \| Jelle Vanendert \| Belgique \| Lotto-Soudal \| + 13 s \| \| 6e \| Dimitri Claeys \| Belgique \| Wanty-Groupe Gobert \| + 13 s \| \| 7e \| Fernando Gaviria \| Colombie \| Etixx-Quick Step \| + 17 s \| \| 8e \| Arnaud Démare \| France \| FDJ \| + 17 s \| \| 9e \| Tim Merlier \| Belgique \| Crelan-Vastgoedservice \| + 17 s \| \| 10e \| Timothy Dupont \| Belgique \| Verandas Willems \| + 17 s \| \| 11e \| Baptiste Planckaert \| Belgique \| Wallonie Bruxelles-Group Protect \| + 17 s \| \| 12e \| Jelle Mannaerts \| Belgique \| Superano Ham-Isorex \| + 17 s \| \| 13e \| Pieter Vanspeybrouck \| Belgique \| Topsport Vlaanderen-Baloise \| + 17 s \| \| 14e \| Gijs Van Hoecke \| Belgique \| Topsport Vlaanderen-Baloise \| + 17 s \| \| 15e \| Kenny Dehaes \| Belgique \| Wanty-Groupe Gobert \| + 17 s \| \| 16e \| Laurens Sweeck \| Belgique \| ERA-Murprotec \| + 17 s \| \| 17e \| Yoann Offredo \| France \| FDJ \| + 17 s \| \| 18e \| Dennis Coenen \| Belgique \| Crelan-Vastgoedservice \| + 17 s \| \| 19e \| Adam Phelan \| Australie \| Drapac Professional Cycling \| + 17 s \| \| 20e \| Xandro Meurisse \| Belgique \| Crelan-Vastgoedservice \| + 17 s \| \| 21e \| Joeri Stallaert \| Belgique \| Cibel-Cebon \| + 17 s \| \| 22e \| Zico Waeytens \| Belgique \| Belgique \| + 17 s \| \| 23e \| Brendan Canty \| Australie \| Drapac Professional Cycling \| + 17 s \| \| 24e \| Gerry Druyts \| Belgique \| Crelan-Vastgoedservice \| + 17 s \| \| 25e \| Christophe Laporte \| France \| Cofidis, Solutions Crédits \| + 17 s \| |                      |           |                                  |                 |
| |                      |           |                                  |                 |
| Sources : ProCyclingStats Cycling Quotient Cycling Archives |                      |           |                                  |                 |
| Classement général |                      |           |                                  |                 |
| Coureur | Coureur              | Pays      | Équipe                           | Temps           |
| 1er | Dries De Bondt       | Belgique  | Verandas Willems                 | 4 h 45 min 22 s |
| 2e | Jens Keukeleire      | Belgique  | Belgique                         | + 0 s           |
| 3e | Edward Theuns        | Belgique  | Belgique                         | + 13 s          |
| 4e | Nikolas Maes         | Belgique  | Etixx-Quick Step                 | + 13 s          |
| 5e | Jelle Vanendert      | Belgique  | Lotto-Soudal                     | + 13 s          |
| 6e | Dimitri Claeys       | Belgique  | Wanty-Groupe Gobert              | + 13 s          |
| 7e | Fernando Gaviria     | Colombie  | Etixx-Quick Step                 | + 17 s          |
| 8e | Arnaud Démare        | France    | FDJ                              | + 17 s          |
| 9e | Tim Merlier          | Belgique  | Crelan-Vastgoedservice           | + 17 s          |
| 10e | Timothy Dupont       | Belgique  | Verandas Willems                 | + 17 s          |
| 11e | Baptiste Planckaert  | Belgique  | Wallonie Bruxelles-Group Protect | + 17 s          |
| 12e | Jelle Mannaerts      | Belgique  | Superano Ham-Isorex              | + 17 s          |
| 13e | Pieter Vanspeybrouck | Belgique  | Topsport Vlaanderen-Baloise      | + 17 s          |
| 14e | Gijs Van Hoecke      | Belgique  | Topsport Vlaanderen-Baloise      | + 17 s          |
| 15e | Kenny Dehaes         | Belgique  | Wanty-Groupe Gobert              | + 17 s          |
| 16e | Laurens Sweeck       | Belgique  | ERA-Murprotec                    | + 17 s          |
| 17e | Yoann Offredo        | France    | FDJ                              | + 17 s          |
| 18e | Dennis Coenen        | Belgique  | Crelan-Vastgoedservice           | + 17 s          |
| 19e | Adam Phelan          | Australie | Drapac Professional Cycling      | + 17 s          |
| 20e | Xandro Meurisse      | Belgique  | Crelan-Vastgoedservice           | + 17 s          |
| 21e | Joeri Stallaert      | Belgique  | Cibel-Cebon                      | + 17 s          |
| 22e | Zico Waeytens        | Belgique  | Belgique                         | + 17 s          |
| 23e | Brendan Canty        | Australie | Drapac Professional Cycling      | + 17 s          |
| 24e | Gerry Druyts         | Belgique  | Crelan-Vastgoedservice           | + 17 s          |
| 25e | Christophe Laporte   | France    | Cofidis, Solutions Crédits       | + 17 s          |